# 自動駕駛汽車

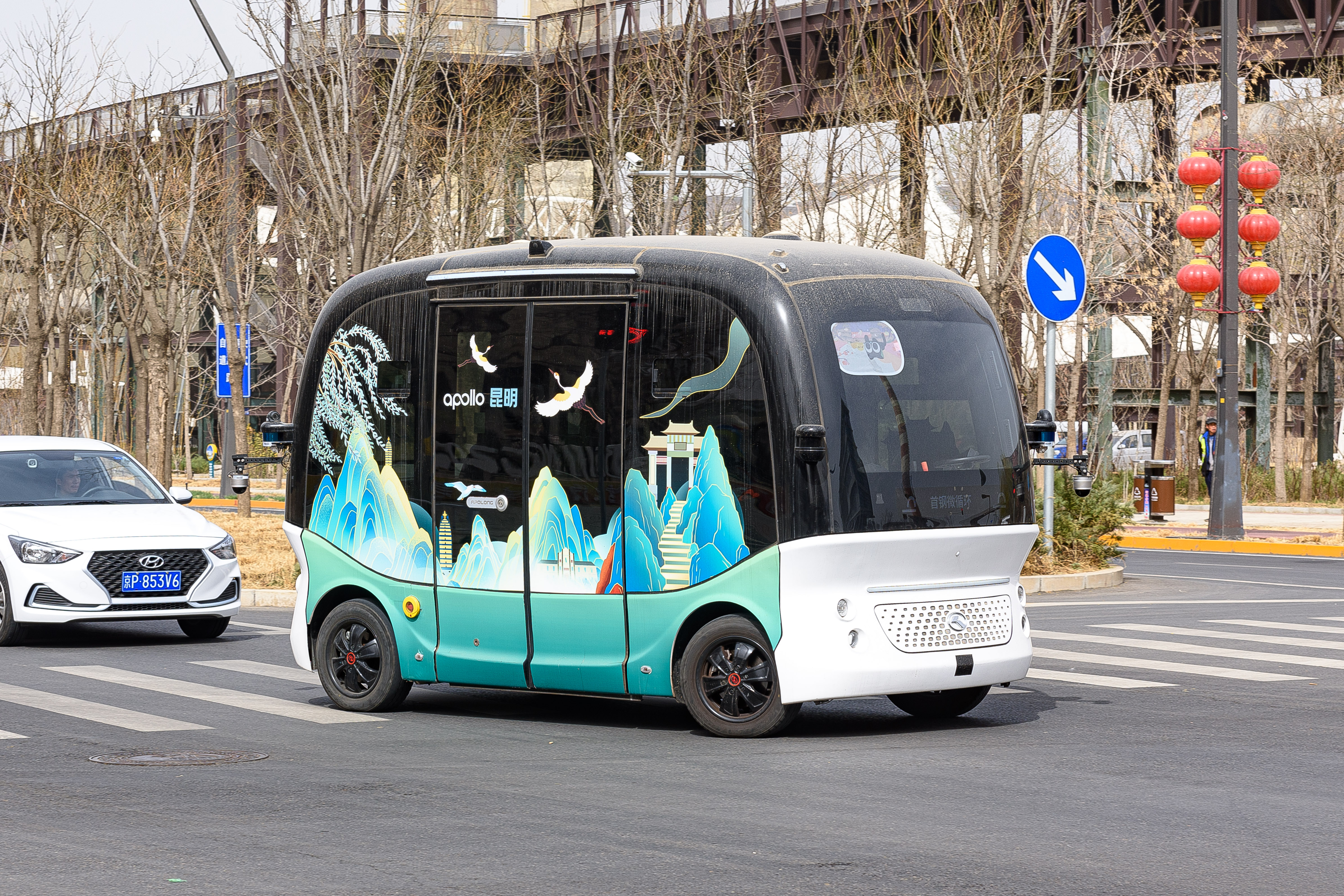
北京首钢园里一台用于穿梭巴士的金龙“阿波龙”无人驾驶小巴

自动驾驶汽车（英語：Autonomous vehicles），又稱無人駕駛汽車、電腦駕駛車、無人車、機器人車或自駕車，為一種需要驾驶员辅助或者完全不需操控的车辆。作為自動化載具，自动驾驶汽车可以不需要人類操作即能感測其環境及導航。
截至2023年，完全的自动驾驶汽车仍未全面商用化，大多數均為原型、樣板車、或產品展示系統，部份可靠技術才下放至量產車型，逐漸成為現實。
自动驾驶汽车能以雷達、光學雷達、感測器、GPS及電腦視覺等技術感測其環境。先進的控制系統能將感測資料轉換成適當的導航道路，以及障礙與相關標誌。透過同时定位与地图构建（SLAM）技術，更新其地圖資訊，讓交通工具可以持續追蹤其位置。通过多辆自动驾驶车构成的无人车队可以有效减轻交通压力，并因此提高交通系统的运输效率。

## 定義
在美國，美國國家公路交通安全管理局（NHTSA）已提出正式的自動駕駛五等級分類系統（2016年版本）：
- 等級0：即無自動。駕駛隨時掌握著車輛的所有機械、物理功能，僅配備警報裝置等等無關主動駕駛的功能也算在內。
- 等級1：駕駛者操作車輛，但個別的裝置有時能發揮作用，如電子穩定程式（ESP）或防鎖死刹车系統（ABS）可以幫助行車安全。
- 等級2：駕駛者主要控制車輛，但系統階調地自動化，使之明顯減輕操作負擔，例如主動式巡航定速（ACC）結合自動跟車和車道偏離警示，而自動緊急煞停系統（AEB）透過盲點偵測和汽車防撞系統的部分技術結合。
- 等級3：駕駛者需隨時準備控制車輛，自動駕駛輔助控制期間，如在跟車時雖然可以暫時免於操作，但當汽車偵測到需要駕駛者的情形時，會立即回歸讓駕駛者接管其後續控制，駕駛必須接手因應系統無力處理的狀況。
- 等級4：駕駛者可在條件允許下讓車輛完整自駕，啟動自動駕駛後，一般不必介入控制，此車可以按照設定之道路通則（如高速公路中，平順的車流與標準化的路標、明顯的提示線），自己執行包含轉彎、換車道與加速等工作，除了嚴苛氣候或道路模糊不清、意外，或是自動駕駛的路段已經結束等等，系統並提供駕駛者「足夠寬裕之轉換時間」，駕駛應監看車輛運作，但可包括有旁觀下的無人停車功能。（有方向盤自動車）
- 等級5：駕駛者不必在車內，任何時刻都不會控制到車輛。此類車輛能自行啟動駕駛裝置，全程也不須開在設計好的路況，就可以執行所有與安全有關之重要功能，包括沒有人在車上時的情形，完全不需受駕駛意志所控，可以自行決策。（無需方向盤自動車）

這是根據国际汽车工程师学会(SAE)依據這五個不同程度（從駕駛輔助至完全自動化系統）發布另一種分類系統而編修而成，設計理念是『誰在做，做什麼』的分類法。。
| 自动驾驶分级（Level） | 名称                               | 定义                                                                         | 驾驶操作         | 周边监控   | 接管       | 应用场景 |
| ---------------- | ---------------------------------- | ---------------------------------------------------------------------------- | ---------------- | ---------- | ---------- | -------- |
| L0               | 人工驾驶                           | 由人类驾驶员全权驾驶车辆                                                     | 人类驾驶员       | 人类驾驶员 | 人类驾驶员 | 无       |
| L1               | 辅助驾驶                           | 车辆对方向盘和加减速中的一项操作提供驾驶，人类驾驶员负责其余的驾驶动作。     | 人类驾驶员和车辆 | 人类驾驶员 | 人类驾驶员 | 限定场景 |
| L2               | 部分自动驾驶                       | 车辆对方向盘和加减速中的多项操作提供驾驶，人类驾驶员负责其余的驾驶动作。     | 车辆             | 人类驾驶员 | 人类驾驶员 | 限定场景 |
| L3               | 条件自动驾驶（中国大陆叫辅助驾驶） | 由车辆完成绝大部分驾驶操作，人类驾驶员需保持注意力集中以备不时之需。         | 车辆             | 车辆       | 人类驾驶员 | 限定场景 |
| L4               | 高度自动驾驶                       | 由车辆完成所有驾驶操作，人类驾驶员无需保持注意力集中，但限定道路和环境条件。 | 车辆             | 车辆       | 车辆       | 限定场景 |
| L5               | 完全自动驾驶                       | 由车辆完成所有驾驶操作，人类驾驶员无需保持注意力集中。                       | 车辆             | 车辆       | 车辆       | 所有场景 |

## 歷史

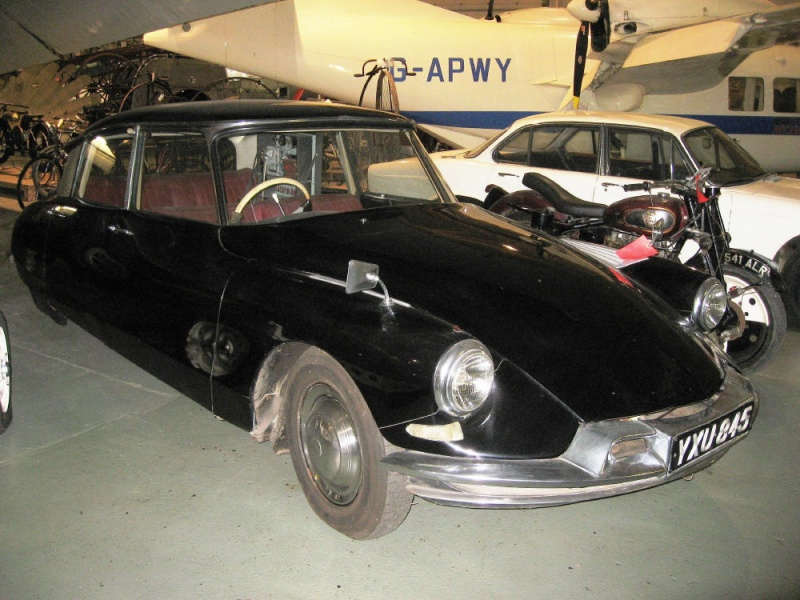
由1960年代雪鐵龍DS改裝的汽車於倫敦科學博物館自動地行駛。

汽車自動化的實驗可追溯至1920年代，但要到1950年代才出現可行的實驗，並取得部分成果。第一部真正自動化的汽車到1980年代才首次出現。1984年，卡內基美隆大學推動Navlab與ALV計畫；1987年，梅賽德斯-賓士與慕尼黑联邦国防军大学共同推行尤里卡普羅米修斯計畫。從此以後，許多大型公司與研究機構開始製造可運作的自動駕駛汽車原型，包括梅賽德斯-賓士、通用汽車、大陸汽車系統、IAV、美安、勞勃·博世公司、日產汽車、雷諾、豐田汽車、奧迪、富豪集團、寶獅汽車、帕爾馬大學的VisLab、牛津大學與Google。21世紀以後，伴隨著資訊科技的進步，更是突飛猛進，全自動駕駛的車輛在試驗車輛上已經被製造出來，特斯拉汽車率先推出特定環境下的自动駕驶汽車。2013年7月，Vislab展示了稱之為BRAiVE的自動駕駛汽車，測試路段包含部分（有其他一般車輛）的開放道路。到了2013年，美國有4個州（內華達州、佛州、加州與密西根州）通過了允許自動駕駛汽車的法規。2015年，這四州與華盛頓哥倫比亞特區都允許自動駕駛汽車於開放道路上進行測試，維吉尼亞州亦將跟進。
在英文裡，自動駕駛汽車可寫作autonomous cars或self-driving cars。2015年7月，《經濟學人》報導，汽車製造商想要區分上述兩個詞之間的不同：
汽車製造商……為了其自身的利益，想要區分兩者（autonomous cars與self-driving cars）間的不同。前者與今日所見的交通工具類似，在特定環境下接管駕駛人的控制……而後者則更進一步。方向盤會完全消失，而車輛在全程行駛間均會使用與前者所備有之感測器、雷達與GPS等相同之系統。少數私家車仍會繼續存在，而城鄉間的道路上將可能充滿著共享的車輛。
2018年3月18日晚间，在亚利桑那州坦佩市，一辆自动驾驶的Uber汽车撞死一名穿越马路的行人。这是全球首例自动驾驶汽车导致人类死亡的事故。当地警方公布死者是49岁的赫茨伯格（Elaine Herzberg），车上有一名安全员司机，当时坐在驾驶位置，并未在事故中受伤。事故发生时，遇难者从车辆前部左侧阴影处推着自行车出现，车辆未做出减速或者避让措施，可能在自动驾驶决策方面存在问题。警方公布录像显示，安全员也存在失职行为，当时她在车内低头看着屏幕，未尽到瞭望职责。肇事汽车是一款沃尔沃XC90 SUV。美国国家公路交通安全管理局（National Highway Traffic Safety Administration）在向路透社发表的一份声明中表示，该机构“正在就此事件与优步、沃尔沃、联邦当局、州和地方当局进行接触”，并将采取适当行动。
專利總數量上日本丰田排名第1，美国福特和通用汽车分别名列第2和第3位。
根据Navigant Research 2020年3月发布的自动驾驶竞争力榜单显示，第一梯队的四家公司分别是Waymo、Cruise、百度以及Ford Autonomous Vehicies。

## 交通運輸系統
在歐洲，比利時、法國、意大利與英國等國均計畫採用無人駕駛汽車來經營交通運輸系統；而在德國、荷蘭與西班牙等國，則已允許實驗性質的自動駕駛汽車。2015年，英國政府允許無人駕駛汽車LUTZ Pathfinder在米爾頓凱恩斯的一般道路上進行測試。
當自動駕駛汽車科技成熟後，淘汰鐵路不能覆蓋的交通。

## 潛在優勢
增加使用自動駕駛汽車的可能好處包括：
- 較少的交通事故，因為自動駕駛汽車不像人類駕駛一樣只有有限的環境感知能力，而可以使用主動與被動感測器（如光學雷達與雷達）持續做大範圍的感測（如可見光、紅外線與超音波之類的聲波等），具有360度視野，因此可以對潛存危機做出安全的反應，且其反應能較人類駕駛更為迅速。[35][36][37]
- 避免因為行車距離過近、分心駕駛及危險駕駛等人為因素而導致之交通事故。
- 減少所需安全間隙，並且更好管理交通流量，進而增加道路通行能力，及減低交通壅塞[3][38][39]。
- 減輕車輛乘客駕駛與導航之工作。[37]
- 自動駕駛汽車能具有更高的車速限制。[3][40]
- 免除乘客狀況之限制－在自動駕駛汽車裡，不需在意乘客是否未足歲、過老[41]、無駕照、眼盲、精神不濟、酒醉等等。
- 緩解都市停車位短缺的問題，因為汽車可以讓乘客下車後，自行駛離人口密集區，停到有足夠停車位的另一處場所，並在需要時返回搭載乘客。
- 增加汽車共享[42]，減少車輛總量，因為自動駕駛汽車可以在一處讓乘客下車後，到另一處搭載另一位乘客。
- 減少停車所需之物理空間[43]，讓駕駛下車後車輛才駛入車位，例如機械式車位即適用。
- 免除多餘的乘客－自動駕駛汽車可以不需要有人在車上，自動行駛至所需之處所，如搭載乘客或進行維護。這對貨車、計程車與汽車共享服務，尤其相關。[39][44][45]
- 減少對交通警察的需求，以及汽車保險費用。[46]
- 減少實體的道路指示標誌－自動駕駛汽車能以電子方式接收必要之通訊（雖然對人類駕駛來說，仍需要實體標誌）。[47][48][49]
- 更平穩的行駛。[50]
- 因為車輛感測能力的提升，可減少車輛失竊。[51]
- 移除方向盤與其他駕駛介面，可節省座艙空間，並允許不需乘客坐在駕駛座的座艙設計。[來源請求]

## 潛在的障礙
儘管車輛自動化會帶來許多好處，但可預見的挑戰依然存在：
- 損害賠償責任。[52]
- 個人會抗拒放棄其對汽車之控制權。[53]
- 軟體的可靠性。[54]
- 需要車輛間通訊系統來協調個別汽車的電腦系統，車聯網的資訊安全性等。[55][56][57]
- 政府須為自動駕駛汽車建立且施行特定之法規架構。[58]
- 若出現需要手動駕駛的情形，部分駕駛者可能沒有經驗。[59]
- 減少與駕駛有關之工作機會。[46][60][61]
- 喪失隱私。[62]
- 為了汽車間的通訊，需要更多的無線電頻譜。[63]
- 自動駕駛汽車可能被裝載炸藥、毒物等而作為恐怖攻擊使用。[64]
- 類似有軌電車難題的倫理問題－當自動駕駛汽車的軟體被迫在不可避免的碰撞時對可能的傷害做出決斷，會出現的問題。[65][66][67]
- 汽車在不同天氣類型下的導航系統之可靠性（截至2014年止，Google的原型機仍未在大雪或大雨中行駛過的紀錄）。[68]
- 自動駕駛汽車為正常運作，需要極高品質的專用地圖。若這些地圖已過時，自動駕駛汽車必須能夠自行回歸合理行為。[68]
- 目前警察與其他行人的手勢與身體運作無法被自動駕駛汽車所認知與理解。[68]
- 目前的道路基礎設施可能需要為自動駕駛汽車改建，以達到最好的效果。一些例子包括，能與自動駕駛汽車通訊的交通號誌與路燈。[69]
- 较为严重的供不应求。[70]

## 政策影響
完全自動駕駛汽車若能夠變得商用化，將可能對整體社會造成破壞性創新的重大影響。自動駕駛汽車是否能獲得廣泛使用目前仍不清楚，但若真的被大規模地採用，決策者將面臨許多需要解決的問題。其中一個基本問題為對旅遊行為之影響。有些人認為自動駕駛汽車會增加汽車擁有的數量及汽車的使用次數，因為汽車會變得更容易使用，並且更為有用。這可能會導致城市蔓延，並增加私有車輛的總體用量。其他人則認為，共享汽車將變得更為容易，且因此會讓人不想擁有汽車全部的所有權，因而降低整體用量，讓汽車的傳輸變得比現況更有效率。

### 法律

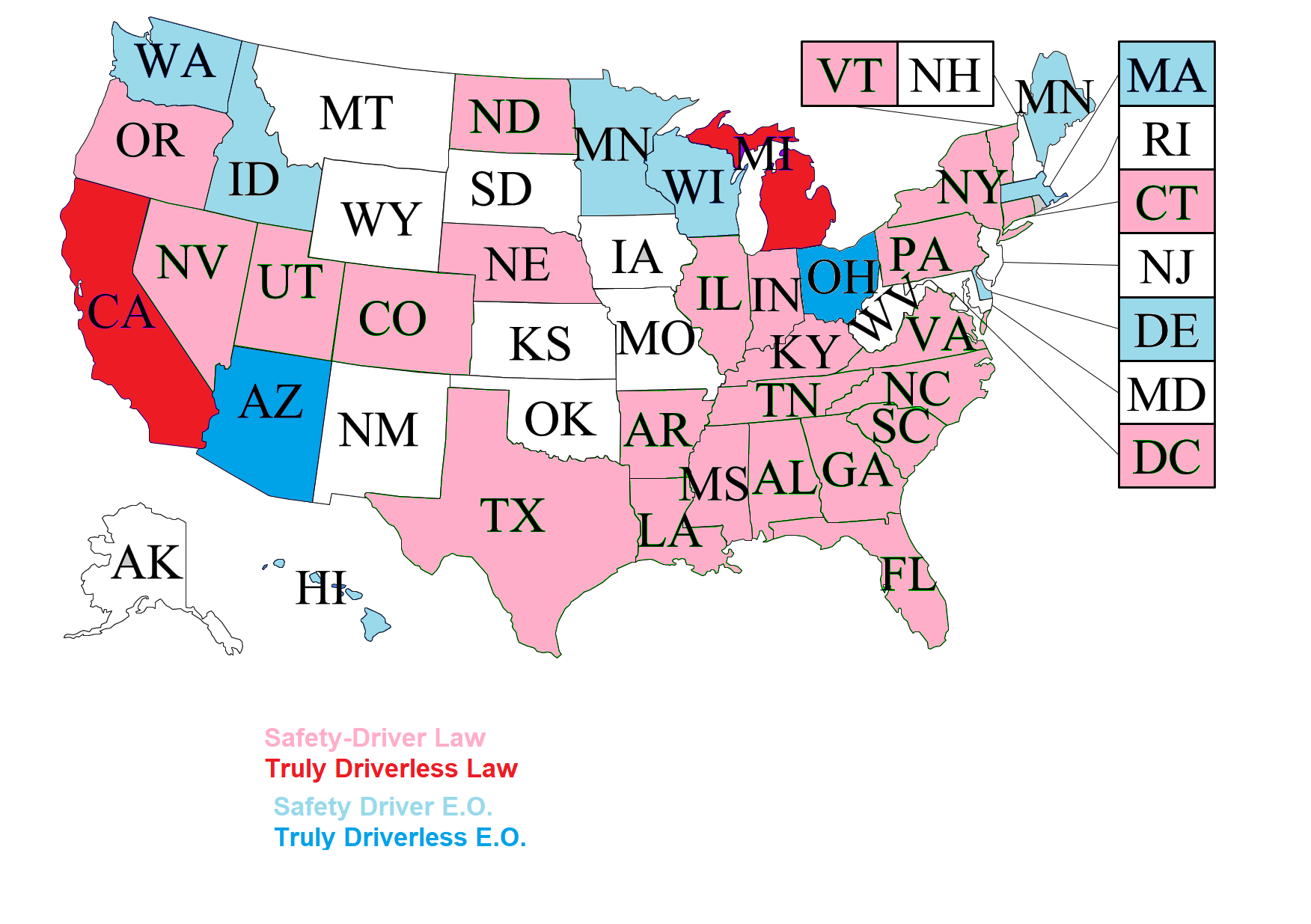
直至2013年，美國允許自動駕駛汽車在一般道路進行測試的州。

在美國，各州的車牌號碼一般並不預期（但也不一定禁止）存在高度自動化的交通工具。為釐清並規管此類交通工具，一些州政府已制訂或正在考慮制訂相關法律。截至2013年，美國已有4個州（內華達州、佛州、加州與密西根州），與哥倫比亞特區，成功制訂處理自動化載具的法律。
2011年6月，內華達州議會通過一項法律，授權使用自動駕駛汽車。內華達州從而成為世上第一個允許自動化載具合法行駛於一般道路上的行政區域。依據該法，內華達州機動車輛管理局（NDMV）負責訂定安全與性能標準，以及指定自動駕駛汽車能夠進行測試之地區。該法由Google所提倡，以期能更一步合法地測試該公司的無人駕駛汽車。內華達州法律定義自動化載具為「整合人工智慧、感測器與全球定位系統等技術達成自動駕駛，而不需人類駕駛主動控制之機動交通工具。」該法亦表示，駕駛者在汽車自動行駛時不需專心駕駛。Google更進一步遊說排除分心駕駛之適用，讓坐在駕駛壓上的乘客可以發送簡訊，但該法案沒有通過。此外，內華達州的法律要求有人坐在駕駛座上，並且在測試時要有人坐在乘客的位子上。

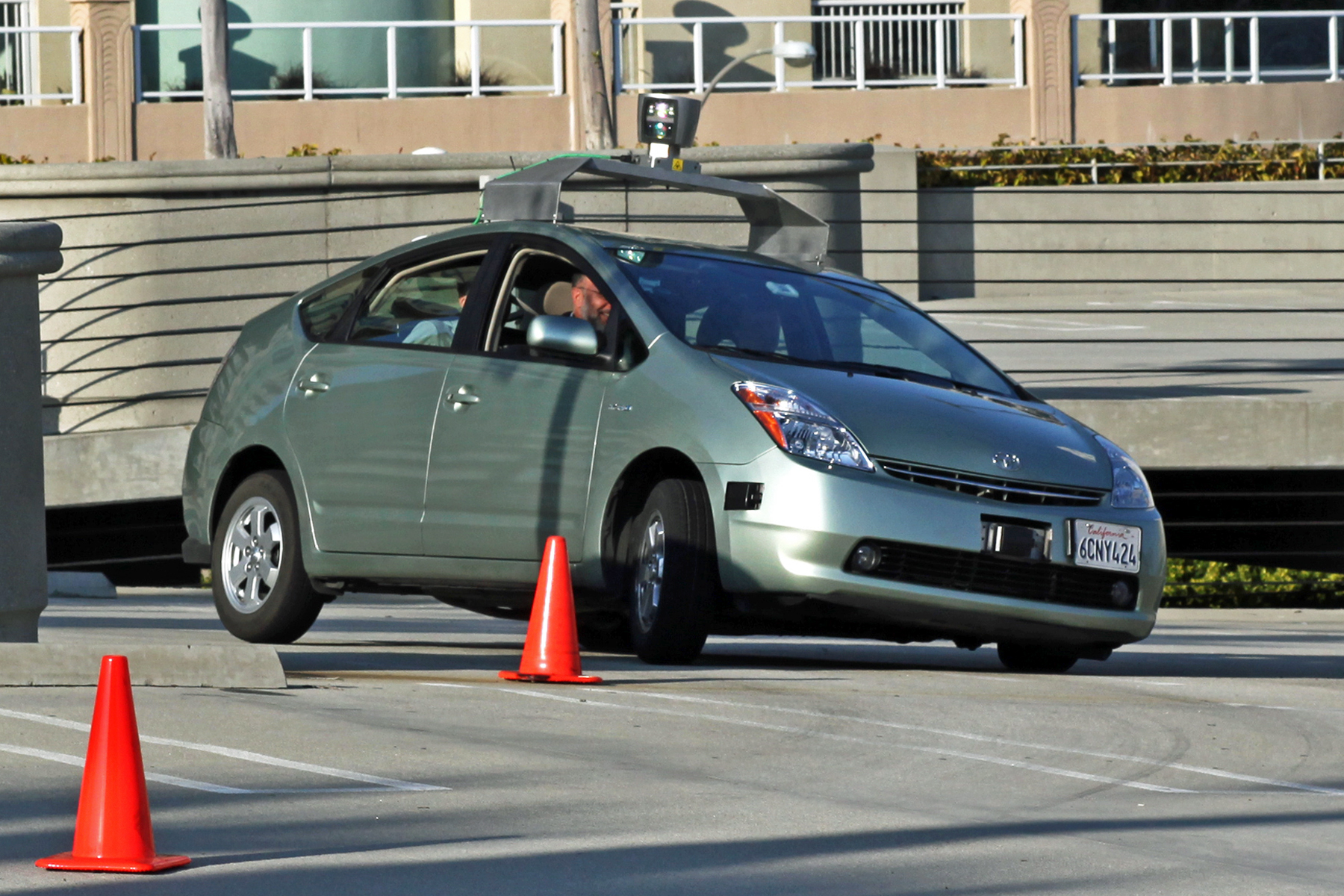
Google以豐田Prius改裝的無人駕駛汽車。

2013年，英國政府允許自動駕駛汽車在一般道路上進行測試。在此之前，英國所有對自動駕駛汽車的測試都必須在私人土地上進行。
2014年，法國政府宣布自動駕駛汽車可在一般道路上進行測試，並於2015年發出核准。法國境內有2000公里的道路開放允許進行測試，主要是在波爾多、伊澤爾省、法蘭西島及史特拉斯堡。在2015年智慧型運輸系統世界大會上，首次展示出將於法國一般道路上行駛的自動駕駛汽車，並預期於2015年10月初於波爾多開始測試。
2015年春季，瑞士聯邦環境、交通、能源與通訊部核准該國電信業者Swisscom在蘇黎世的街上測試使用福斯Passat改裝的自動駕駛汽車。

## 車載通訊系統
各個交通工具都可以經由周邊的其他交通工具所提供之訊息而受益，特別是與交通壅塞及危險事故有關之訊息。車載通訊系統使用車輛及路邊設施作為點對點網路裡之通訊節點，互相提供有用訊息。透過合作之方式，車載通訊系統能讓所有合作之交通工具變得更有效率。根據2010年美國國家公路交通安全管理局公布的報告顯示，車載通訊系統可以協助避免高達79%的交通事故發生。
2012年，德州大學奧斯汀分校內的計算機科學家開始設計可用於自動駕駛汽車的智慧型十字路口。該路口沒有紅綠燈，也沒有停止標誌，而是使用電腦程式直接於每輛在道路上行駛的車輛通訊。

## 民意調查
根據埃森哲針對2006位美國與英國的消費者所做之線上問卷調查顯示，有49%的人表示，他們對使用「無人駕駛汽車」感到很自在。
根據J.D. Power and Associates於2012年針對1萬7,400位擁有汽車的人所作之問卷調查顯示，有37%的人表示他們有興趣購買一輛完全自動駕駛汽車，但當告訴他們須為此技術多花費3,000美元以上時，該比例下降至只有20%。
根據automotive research Puls於2012年針對1,000位德國駕駛者所作的問卷調查顯示，有22%的人對此類車輛持正面態度，10%的人不回覆，44%的人持懷疑態度，而有24%的人則持反對意見。
根據思科系統於2013年針對10個國家內的1,500位消費者所作之問卷調查顯示，有57%的人「表示他們很可能會搭乘完全由電腦控制，不需要人體駕駛的汽車」。在巴西、印度與中國，信任自動化技術的比例最高。
根據Insurance.com於2014年在美國進行的電話調查顯示，有超過四分之三，持有駕照的駕駛者表示他們至少會考慮是否購買一輛自動駕駛汽車；若汽車保險能更便宜，比例卻上升至86%。有31.7%的人表示，一旦自動駕駛汽車上市，他們不會想要繼續開車。
根據頂尖汽車記者於2015年2月所作的調查顯示，有46%的人預測特斯拉汽車或戴姆勒會是第一家推出完全自動駕駛汽車的公司，其中有38%的人預測戴姆勒會推出功能最全、安全且符合需求的自動駕駛汽車。
根據台夫特理工大學於2015年針對109個國家內5,000個人所作的問卷調查顯示，平均而言，受訪者認為手動駕駛是所有駕駛模式中最為享受的模式。有22%的受訪者不想要在完全自動駕駛系統上花費任何金錢；而有5%的人表示，他們願意為此支付超過3萬美元；有33%的人認為完全自動駕駛是非常有趣的。有69%的受訪者預估完全自動駕駛汽車在2050年將達到50%的市占率。受訪者認為最令人擔憂的是軟體入侵與錯誤，也擔心法律問題與安全性。最後，較開發（具有較低事故率、較高教育及較高收入）的國家之受訪者對其車輛傳輸數據感到較不舒服。

## 預估
自動駕駛汽車仍是個尚在發展中的技術；許多企業與研究人員紛紛猜測其未來可能之發展與影響。

### 可能發展
- 賓士計劃將於2016年時，推出名為「Autobahn Pilot」的自動駕駛系統，允許在高速公路上不用手動駕駛，並能自動超車。[90]
- Mobileye計畫將於2016年時，推出能用於高速公路上的免手動駕駛技術。[91]
- 美國運輸部希望能於2017年初時，能發布一套規範車間通訊的規則，但尚未有具體發布期限[92]。通用汽車表示，到2017年時，該公司的Cadillac CTS將搭載車間通訊功能[93]。
- 伊隆·馬斯克預期特斯拉汽車於2018年時，已開發出數款完全自動駕駛汽車，駕駛者可以在行駛中睡覺。不過，他認為駕駛者還會再經過數年後才能這麼做，因為一些法規上的問題。[94]
- Mobileye預計將於2018年時，推出能在鄉間小路與城市道路上行駛的自動駕駛能力。[95]
- 日產汽車預計將於2018年時，推出能讓車輛在多線道公路上自動駕駛的能力。[96]
- 图森未来科技（TuSimple）预计在2018年推出L4级别的无人驾驶重型卡车，并试运营用于港口内集装箱运输和高速公路运输的无人驾驶车队。图森未来科技预计车队的正式部署将在2019年下半年开始。被英伟达投资的图森未来科技除了在加利福尼亚和亚利桑那试验外[97]，也正在中国的曹妃甸港和唐曹高速公路试验，最高时速可达90公里/时，截至2018年3月，已累计试验1万公里。[98]
- 富豪集團預計將於2020年時，推出能避免乘客受傷的汽車[99]。富豪集團亦聲稱該車輛將能有效地「遠離碰撞」[100]。
- 通用汽車、賓士、奧迪、富豪汽車、日產汽車、BMW、雷諾、特斯拉汽車與Google都預計將於2020年時，推出至少能於部分時間自動駕駛的汽車。[63][101][102][103][104][105][106]
- Google自動駕駛汽車計畫的目標是於2020年時，能解決所有現在自動駕駛汽車尚未解決的問題。[107][108]
- Jaguar預計將於2024年時，推出自動駕駛汽車。[109]
- 戴姆勒與福特汽車預計將於2025年時，在市場上推出自動駕駛汽車[110][111]。福特汽車預計會推出第一輛以大眾為目標市場的自動駕駛汽車，但沒有公布目標日期[112]。
- 通用汽車預計於2025年時，該公司製造的大部分新車都將擁有自動駕駛功能，以及車間通訊技術。[113]
- IHS的汽車報告預測到2035年時，大多數的自動駕駛汽車將能完全獨立於人類乘客的控制外運作。[114]
- Navigant Research預測自動駕駛汽車將在接下來的20年間逐漸得到關注，並於2035年時，達到每年9,540萬輛的銷售量，占整體經型車輛市場的75%。[115]
- IEEE專家學者預測於2040年時，高達75%的車輛都將自動化。[116]
- 也有人抱持著相反的看法，例如卡內基美隆大學研究自動駕駛技術的主任Raj Rajkumar於2014年表示，用於自動駕駛汽車的人工智慧將不會「很快」出現；而底特律的汽車製造商則相信，「完全自動駕駛汽車能在短期內實現的遠景只是個『單純的科幻想像』。」[117]

### 可能影響
- 哥倫比亞大學地球研究所預測美國的車輛總量將降低至十分之一的數量。[118]
- 普華永道預測整體交通事故降減少至十分之一，並認為美國的車輛總量將從2億4,500萬輛衰退至僅剩240萬輛。[119]
- 畢馬威與汽車研究中心預測，生產力與能源效率將能獲得改善，並會出現新的商業模式。[120]
- 摩根史坦利預測，自動駕駛汽車能節省美國每年1.3兆美元的花費，其中燃料消耗占1,690億美元，車禍的成本占4,880億美元，並能提高6,450億美元的生產力。[121]

## 在虛構作品裡

### 在電影與電視裡

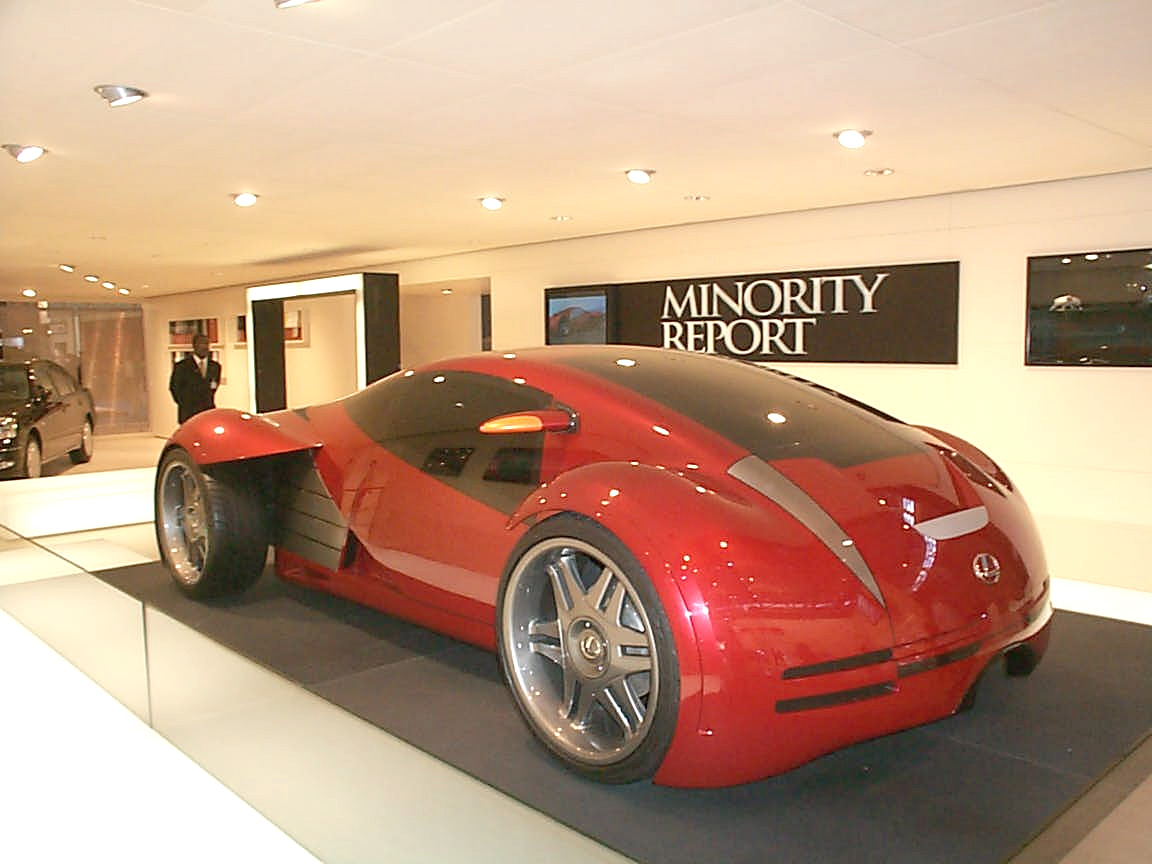
《關鍵報告》裡出現的Lexus 2054車款，2002年展示於法國巴黎。

- 嘟嘟（Dudu），一輛福斯金龜車，出現於1971年至1978年一系統的德國電影之中，類似迪士尼的赫比（Herbie），但具有電子腦。
- 夥計，龐蒂克火鳥車款，出現於1982年電視影集《霹靂遊俠》裡，擁有感情，且能自動駕駛。
- 1983年的電影《克麗絲汀魅力》以自動駕駛汽車作為其主要角色。
- 在1983年由鮑勃·霍斯金斯主演的電影《威探闖通關》裡，當中有個角色計程車本尼是個有感情的計程車，可自動駕駛。
- 在1989年由麥可·基頓主演的電影《蝙蝠俠》裡，蝙蝠車可由蝙蝠俠透過一些導航指令行駛到蝙蝠俠現在的位置，且可能具有某些自主的能力。
- 在1990年由阿諾·史瓦辛格主演的電影《魔鬼總動員》裡，一輛名叫Johnny Cabs的計程車由車內的人工智慧或人型機器人駕駛所控制。
- 在1993年由席維斯·史特龍主演的電影《超級戰警》裡，場景設定於2032年，車輛可手動駕駛，或切換成「自動模式」，以聲控電腦操作車輛。
- 在1994年由尚-克勞德·范·達美主演的電影《時空特警》裡，場景設定於2004年及1994年，有自動駕駛汽車。
- 另一部在2000年由阿諾·史瓦辛格主演的電影《魔鬼複製人》裡，有著可由麥可·拉帕波特控制的自動駕駛汽車。
- 在2002年上映的電影《關鍵報告》，場景設定於華盛頓哥倫比亞特區，其中的追逐場面有自動駕駛汽車的劇情。主角約翰·安德頓乘坐在車子裡時，其系統被警察入侵，試圖將他拘留。
- 在2004年上映的動畫電影《超人特工隊》裡，超能先生在換穿超人裝時使其汽車自動駕駛，以開去救一隻困在樹上的貓。

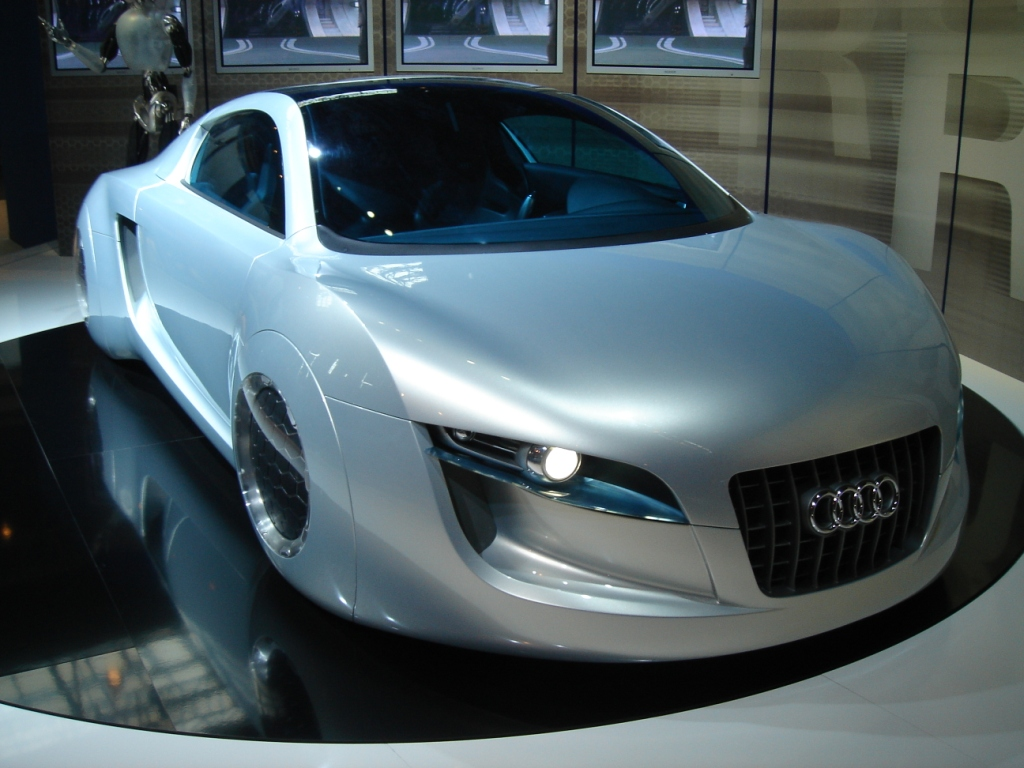
《機械公敵》裡出現的奧迪RSQ車款，2005年3月展示於CeBIT。

- 在2004年上映的《機械公敵》裡，場景設定於2035年的美國芝加哥，自動駕駛汽車行駛於道路上，讓汽車能於手動控制更高的速度、更安全地行駛。亦可選擇手動操作車輛。
- 在2006年播出的《重返犯罪現場》第4季第11集「Driven」裡，一輛名為「Otto」的自動駕駛汽車作為國防部高層計畫的一部分，導致海軍中尉的死亡，並於稍後差點殺死艾碧。
- 在2017年上映的《玩命關頭8》裡，由查理茲·塞隆飾演反派角色，以高科技電腦駭入上千輛汽車強制進入自動駕駛系統並停用防撞系統。
- 日本動畫《極速戰警（英语：éX-Driver）》裡，出現由人工智慧（AI）駕駛的自動駕駛電動車。這些車有時會故障或被惡意用戶控制，需要極速戰警操縱其手動控制汽油車去攔截與干預。

### 在文學裡
- 自動駕駛汽車在科幻小說中是個常見的主題，包括彼德·漢密頓的《國協系列》（Commonwealth Saga）與阿拉斯泰爾·雷諾茲（英语：Alastair Reynolds）的《Revelation Space》。
- 在科幻作家以撒·艾西莫夫所著的短篇小說《Sally》裡，自動駕駛汽車擁有「正子腦（英语：Positronic brain）」，可透過鳴喇叭與摔門溝通，並拯救其人類看守員。
- 在老鼠記者系列裡，自動駕駛汽車出現於第54本書中，被稱為「Solar」。
- 在羅伯特·海萊因於1980年所著的小說《The Number of the Beast》裡，瑞伯·卡特（Zeb Carter）的汽車「Gay Deceiver」本來是半自動駕駛，後來經過卡特的妻子蒂提（Deety）的改造後，變得有感情，且具完全自動駕駛功能。

## 延伸閱讀
- O'Toole, Randal. . Cato Institute. 18 January 2010. ISBN 978-1-935308-24-9.
- Macdonald, Iain David Graham.  (PDF) (thesis). The University of Edinburgh. 2011  [17 April 2013]. （原始内容 (PDF)存档于2018-08-30）.
- Knight, Will. . MIT Technology Review. 22 October 2013  [22 July 2016]. （原始内容存档于2020-03-27）.
- Taiebat, Morteza; Brown, Austin; Safford, Hannah; Qu, Shen; Xu, Ming. . Environmental Science & Technology. 2019, 52 (20): 11449–11465. Bibcode:2019arXiv190110581T. PMID 30192527. arXiv:1901.10581 . doi:10.1021/acs.est.8b00127.
- Glancy, Dorothy.  (PDF) (报告). National Cooperative Highway Research Program Legal Research Digest 69. Washington, DC: Transportation Research Board. 2016  [22 July 2016]. ISBN 978-0-309-37501-6. （原始内容 (PDF)存档于2016-03-27）.
- Newbold, Richard. . The Loadstar. 17 June 2015  [22 July 2016]. （原始内容存档于2018-10-17）.
- Bergen, Mark. . re/code. 27 October 2015  [2020-05-13]. （原始内容存档于2016-05-05）.
- John A. Volpe National Transportation Systems Center.  (PDF). National Transportation Library. US Department of Transportation. March 2016  [2020-05-13]. （原始内容 (PDF)存档于2017-06-16）.
- Slone, Sean.  (PDF). Capitol Research – Transportation Policy. Council of State Governments. August 2016  [28 September 2016]. （原始内容 (PDF)存档于2021-02-28）.
- Steve Henn. . 31 July 2015  [2020-05-13]. （原始内容存档于2018-12-29）.
- James M. Anderson;  et al.  (PDF). RAND Corporation. 2016  [2020-05-13]. （原始内容 (PDF)存档于2021-02-24）.
- Gereon Meyer, Sven Beiker (Eds.), Road Vehicle Automation （页面存档备份，存于）, Springer International Publishing 2014, ISBN 978-3-319-05990-7, and following issues: Road Vehicle Automation 2 （页面存档备份，存于） (2015), Road Vehicle Automation 3 （页面存档备份，存于） (2016), Road Vehicle Automation 4 （页面存档备份，存于） (2017), Road Vehicle Automation 5 （页面存档备份，存于） (2018), Road Vehicle Automation 6 （页面存档备份，存于） (2019). These books are based on presentations and discussions at the Automated Vehicles Symposium organized annually by TRB and AUVSI.
- Roger Kemp. . [15 Digital Evidence and Electronic Signature Law Review (2018) 33 – 47]. 2018  [2020-05-13]. （原始内容存档于2021-01-26）.

Template:新兴技术